# Circus Renz Berlin

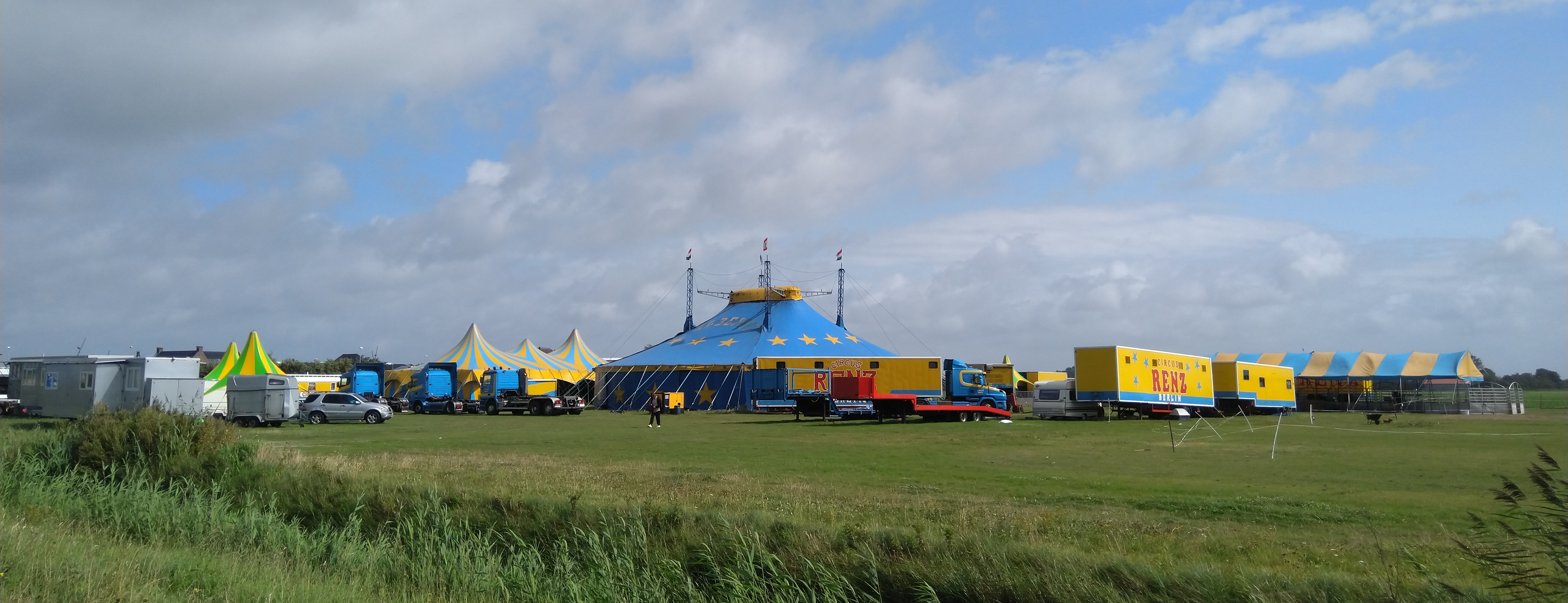
Circus Renz Berlin in Julianadorp in 2024

Circus Renz Berlin is een circus dat voornamelijk in Nederland voorstellingen verzorgt. Het circus claimt af te stammen van het tussen 1842 en 1897 in Duitsland opererende Circus Renz.

## Historie
Circus Renz Berlin werd in 1948 door Bernhard Renz, volgens eigen zeggen een achterneef van Ernst Jacob Renz van het Duitse Circus Renz, en zijn vrouw Theresia in de omgeving van Berlijn gestart. Sinds ongeveer 1990 richt het circus zich hoofdzakelijk op Nederland. In de jaren negentig vocht het verschillende juridische zaken uit met het Circus Herman Renz over het gebruik van de naam Renz. Beide partijen betwistten hierbij elkaars familieband met het oorspronkelijke Circus Renz.
In 2006 besloten de broers Franz Renz en Bernhard Renz (toenmalig eigenaars van Circus Renz Berlin en zoons van de oprichter Bernhard Renz) ieder hun eigen circus te beginnen. Franz Renz is verder gegaan onder de naam Circus Renz International en Bernhard Renz is verder gegaan onder de naam Circus Renz Berlin. Vader Bernhard, die tot kort voor zijn dood betrokken was bij het circus van zijn zoon Franz, overleed in 2012 op 92-jarige leeftijd.
Bernhard Renz heeft vijf kinderen. Vier van zijn kinderen werken bij Circus Renz Berlin. Sarina Renz is voornamelijk spreekstalmeester en heeft eerder luchtacrobatiek gedaan en hoelahoep. Laila Virginia Renz presenteert in het programma een net act en de hoelahoepact, ook beheerst zij de strakke koord. Bernhard Renz Jr. is de enige zoon van Bernhard. Hij presenteert vijf honden in de piste en drie steigerende Arabische paarden. Lavinia Renz beheerst een netact en verblijft bij circus Barum. Madeleine Renz is de jongste dochter en zij beheerst jockeyrijden (trucs op het paard), Spaanse hogeschool en een ringact in de lucht.

## Voorstellingen
Circus Renz Berlin reist door Nederland met vier tenten: een grote tent, een staltent, een voortent en enkele kleine tenten voor de dieren. Met de grote tent hebben zij een nationaal record: de tent heeft een doorsnede van 36 meter en een hoogte van 12 meter. Dit is de grootste circustent van Nederland. Er passen maximaal 1200 mensen in de tent.
Het circus staat bekend om zijn vele dieren, het telt ongeveer 20 paarden, 10 kamelen, een aantal pony's, lama's, alpaca's en kleine dieren zoals kippen, cavia's en duiven. Tot 2016 maakte ook de olifant Karla deel uit van de familie. Door dierenwetten moest Karla in 2017 een andere verblijfplaats zoeken in het buitenland. Alle dieren hebben hun eigen onderkomen in de stal.
In de show van Circus Renz Berlin zijn er vele paardenacts te zien. Onder anderen Friesen en steigerende Arabieren die een aanvulling zijn op het programma. Driekwart van het programma wordt gevuld door de kinderen van Bernhard Renz. Daarnaast worden regelmatig artiesten ingehuurd om het programma aan te vullen.

## Incidenten met dieren
Het circus kwam reeds meermaals in het nieuws omwille van nalatigheid ten aanzien van hun dieren. Zo werden in 2016 vier pony's doodgereden. Ze waren ontsnapt en werden aangereden door een lijnbus. Voordien ontsnapte een aantal kamelen.